# Аборти в Ліхтенштейні

Правовий статус абортів у світі:
Легальний
Легальний при зґвалтуванні та за медико-соціальними показниками
Легальний у випадках (або заборонений, окрім випадків) зґвалтування, медико-соціальних протипоказань
Заборонений, окрім випадків зґвалтування та медико-соціальних протипоказань
Заборонений, окрім випадків загрозі життю вагітної та при наявності психічних і патологічних протипоказань
Заборонений без виключень
Відмінності за регіонами
Відсутні дані

Аборти в Ліхтенштейні нелегальні і майже за всіх обставин караються ув'язненням жінки і лікаря. Спроба легалізації абортів у 2011 році зазнала поразки від виборців, а в квітні і листопаді 2012 року ландтаг також не зміг просунути пропозиції щодо лібералізації законів про аборти.
Розділ 96 Кримінального кодексу Ліхтенштейну 1987 року передбачає, що аборт є незаконним, за винятком випадків серйозної небезпеки для життя або здоров'я жінки, які можна попередити лише абортом, або у випадку, якщо жінка була віком до 14 років на час зачаття і не перебувала у шлюбі з чоловіком, від якого завагітніла. Незаконні аборти караються тюремним строком до 3 років для лікаря і до 1 року для жінки. Розділ 98 Кримінального кодексу передбачає додаткове кримінальне покарання за здійснення чи заохочення аборту без ретельного розслідування його медичної необхідності, а також за будь-яке просування послуг аборту.
На подвійному референдумі про аборти 27 листопада 2005 року 81 % виборців відкинули пропозицію пролайферів заборонити всі аборти без виключення.
Пропозицію щодо легалізації абортів у перші 12 тижнів вагітності або при інвалідності плоду на референдумі 18 вересня 2011 року відхилили 52,3 % виборців. Принц Алоїс раніше погрожував накласти вето на пропозицію, якщо вона пройде.